# 파주 보광사 목조보살입상
파주 보광사 목조보살입상은 대한민국 경기도 파주시 보광사에 있는, 조선 시대의 목조 불상이다. 2010년 12월 8일 경기도의 유형문화재 제248호로 지정되었다.
발원문을 통하여 제작연대와 제작자 등을 알 수 있고, 보존상태가 매우 좋아 조선후기 불교조각 연구에 기준 작으로 활용할 수 있다는 점에서 가치가 인정된다.

## 개요
보광사 목조보살입상은 높이가 117cm로 조선 후기에 제작된 전형적인 중형 보살상의 형태를 따르고 있다. 얼굴은 앞으로 약간 내밀고, 신체와 머리의 비중은 1:0.3 정도로 얼굴을 크게 강조하였다. 이러한 신체비례는 조선전기에 제작된 보살입상 형태를 계승한 경기 안성의 칠장사 대웅전 목조보살입상(1603) 이나 전북 익산의 관음사 법당 목조보살입상(1605)과 비교해 보면 얼굴이 많이 강조되었음을 알 수 있다. 머리에는 화염(火焰)과 보주(寶珠)로 빽빽하게 장식되었고 커다란 관대가 밑으로 늘어진 보관을 쓰고 있다. 보관 아래로 흘러내린 머리카락은 귀의 앞뒤를 따라 두 갈래로 자연스럽게 내려와 어깨 위에서 둥글게 틀어 묶여 다시 세 가닥으로 길게 늘어져 있다. 방형의 얼굴에 반쯤 뜬 눈은 눈꼬리가 약간 위로 올라갔고, 코는 원통형으로 짧으며, 인중은 다른 불상에 비 하여 좀 넓은 편이다. 따로 제작된 손은 엄지와 중지를 둥글게 맞대어 어깨 높이까지 올리고 있다. 몸에 걸친 대의는 오른쪽 어깨에서 옷깃이 사선으로 접혔는데 그 중 한자락의 끝자락이 가슴까지 늘어져 있고, 나머지 자락은 복부를 지나 왼쪽 어깨로 옷깃이 넘어가고 있다. 복부를 지나는 대의 자락은 양손목에서 길게 늘어지고 나머지 자락은 복부에서 U자형을 그리며 무릎까지 늘어져 있다. 대의 안쪽에 입은 치마를 묶은 끈이 복부에 간략하게 표현되어 조선 전기 보살입상의 특징이 세부표 현에 남아 있다.
최근 목조보살입상에서 제작연대와 조각승 등이 적힌 조성발원문이 조사되어 한국불교조각사 연구에 중요한 단서를 제공한다. 또한, 보존상태가 매우 좋아 조선 후기 불교조각 연구에 기준작으로 활용할 수 있다는 점에서 가치가 인정된다.

## 같이 보기
- 파주 보광사

## 참고 자료
- 파주 보광사 목조보살입상 - 국가유산청 국가유산포털